# Thalia Bücher
Thalia Bücher GmbH eller (Thalia) med hovedkvarter i Hagen er en tysk boghandelsvirksomhed, der har 340 boghandler i Tyskland, Østrig og Schweiz. I 2019 havde de 6.000 ansatte og en omsætning på 1,3 mia. euro.